# Didymascella oxycedri
Didymascella oxycedri är en svampart som beskrevs av Maire & Sacc. 1903. Didymascella oxycedri ingår i släktet Didymascella och familjen Hemiphacidiaceae.   Inga underarter finns listade i Catalogue of Life.